# Ivan Shamiakin
Ivan Shamiakin (Bielorusă: Іван Шамякін) (30 ianuarie, 1921 – 14 octombrie, 2004) a fost un scriitor bielorus.
1. ↑  Шамякин Иван Петрович, Marea Enciclopedie Sovietică (1969–1978)[*]
2. ↑   https://web.archive.org/web/20110929105928/http://www.radiobelarus.tvr.by/eng/news.asp?type=cont&id=1169&date=31.08.2006, arhivat din original la |archive-url= necesită |archive-date= (ajutor) Lipsește sau este vid: |title= (ajutor)
3. 1 2  Czech National Authority Database, accesat în 1 martie 2022